# Luis Fortunato
Luis José Fortunato (Capital Federal, 14 de octubre de 1943 - Mar del Plata, 16 de noviembre de 2022) fue un futbolista argentino que se destacó como defensor en el fútbol marplatense durante la década de 1970. También jugó en Tigre y  Independiente.

## Historia
Surgió profesionalmente a los 20 años en Tigre, donde permaneció desde 1964 a 1967 con más de un centenar de presencias en el ascenso del fútbol argentino. Pese a su corta edad, fue capitán del equipo.
En 1967 subió a la máxima categoría con el club de Victoria y al año siguiente fue adquirido por Independiente de Avellaneda.
En el rojo jugó 22 encuentros (21 de titular) entre el Metropolitano y Nacional 1968, pero luego quedó relegado y no sumó partidos en 1969.
Al año siguiente llegó a Mar del Plata y formó parte del famoso Kimberley que logró el bicampeonato en la Liga Marplatense de Fútbol y cumplió un buen papel en el Nacional 1970. El 1 de noviembre fue protagonista del recordado 5 a 0 que el equipo marplatense le propinó al Independiente de Ricardo Bochini en el estadio General San Martín.
Disputó los Nacionales de 1971 y 1973 con la camiseta albiverde y también se sumó como refuerzo de Aldosivi y San Lorenzo de esa ciudad en 1975 y 1976 respectivamente.
El defensor central jugó hasta 1978 en Kimberley y convirtió nada menos que 37 goles en el campeonato local. Tenía una media de cuatro o cinco tantos por torneo, ya que usualmente ejecutaba penales.

## Trayectoria
| Club                        | País      | Período   |
| --------------------------- | --------- | --------- |
| Tigre                       | Argentina | 1964-1967 |
| Independiente               | Argentina | 1968      |
| Kimberley                   | Argentina | 1969-1974 |
| Aldosivi                    | Argentina | 1975      |
| San Lorenzo (Mar del Plata) | Argentina | 1976      |
| Kimberley                   | Argentina | 1977-1978 |

## Palmarés

### Campeonatos nacionales
| Torneo                     | Club  | País      | Año  |
| -------------------------- | ----- | --------- | ---- |
| Ascenso a Primera División | Tigre | Argentina | 1967 |

### Campeonatos regionales
| Torneo                     | Club      | Ciudad        | Año  |
| -------------------------- | --------- | ------------- | ---- |
| Liga Marplatense de Fútbol | Kimberley | Mar del Plata | 1969 |
| Liga Marplatense de Fútbol | Kimberley | Mar del Plata | 1970 |
| Liga Marplatense de Fútbol | Kimberley | Mar del Plata | 1978 |